# Jan Carling
Jan Lennart Carling, född 1939, är en svensk socialdemokratisk politiker ämbetsman. Han var statssekreterare på Industridepartementet 1985–1989, generaldirektör för Statskontoret 1989–1993 och generaldirektör för Statistiska centralbyrån 1993–1999.